# Mohamed Kamouna
Mohamed Hassan "Kamuona" Abboud (ar. محمد حسن عبود; ur. 13 czerwca 1969) – egipski piłkarz grający na pozycji środkowego pomocnika. W swojej karierze rozegrał 5 meczów w reprezentacji Egiptu.

## Kariera klubowa
Swoją karierę piłkarską Kamouna rozpoczął w klubie El Mansoura SC. W 1993 roku zadebiutował w jego barwach w pierwszej lidze egipskiej i grał w nim do 1996 roku. Na początku 1997 przeszedł do Zamaleku. W Zamaleku występował do 2003 roku. Z klubem tym wywalczył dwa mistrzostwa Egiptu w sezonach 2000/2001 oraz 2002/2003, trzy wicemistrzostwa w sezonach 1996/1997, 1997/1998 i 1998/1999. Zdobył też dwa Puchary Egiptu w sezonach 1998/1999 i 2001/2002, Puchar Mistrzów w 2002, Puchar Zdobywców Pucharów w 2000 i Superpuchar Afryki w 2003.
W sezonie 2003/2004 Kamouna grał w Haras El-Hodood SC, a w latach 2004-2006 w El Shams SC, w którym zakończył karierę.

## Kariera reprezentacyjna
W reprezentacji Egiptu Kamouna zadebiutował 22 listopada 1995 w zremisowanym 2:2 towarzyskim meczu z Zimbabwe, rozegranym w Pretorii. W 1996 roku powołano do kadry na Puchar Narodów Afryki 1996. Na tym turnieju wystąpił w dwóch meczach: grupowych z Kamerunem (1:2) i z RPA (1:0). Od 1995 do 1996 rozegrał w kadrze narodowej 5 meczów.